# Нанаэробы
Нанаэробы — организмы, которые не способны расти в присутствии микромолярных концентраций кислорода, однако могут расти и извлекать выгоду при наличии еще более низких наномолярных концентраций кислорода (например, бактерия Bacteroides fragilis). Как и другие анаэробы, нанаэробы не нуждаются в кислороде для роста, т.е. нанаэробы являются факультативными анаэробами. Преимущество роста при наличии следовых количеств (наномолярных концентраций) кислорода требует наличия особой кислородной дыхательной цепи, которая как правило характерна для микроорганизмов с микроаэрофильным дыханием. Недавние исследования показывают, что дыхание в сверхнизких концентрациях кислорода является очень древним процессом, который предшествовал возникновению кислородного фотосинтеза.